# Xerodes contiguaria
Xerodes contiguaria là một loài bướm đêm trong họ Geometridae.